# James Smith 100
James Smith 100 är ett reservat i Kanada.   Det ligger i provinsen Saskatchewan, i den centrala delen av landet, 2 300 km väster om huvudstaden Ottawa.
Trakten runt James Smith 100 består till största delen av jordbruksmark. Runt James Smith 100 är det mycket glesbefolkat, med 4 invånare per kvadratkilometer.